# قصر جروي الرئاسي
هو قصر رئاسي في جروي ومبنى حكومي مهم يقع في حكومة أرض بنط، الصومال .بصفته ممثلًا للسلطة السياسية والحكم، فقد لعب هذا القصر البارز دورًا حاسمًا في الشؤون الإدارية للمنطقة. منذ إنشائها، لاحظت التغيرات في البيئة السياسية في بونتلاند، مما يعكس طموحات وصعوبات وإنجازات السكان في سعيهم لتقرير المصير .

## تاريخ
وكان أول قصر رئاسي تديره ولاية أرض البنط بعد إنشائها هو المقر السابق للحكومة المحلية في جروي.بعد انهيار حكومة جمهورية الصومال الديمقراطية في عام 1991.